# Antoine Margil de Jésus
Antoine Margil de Jésus (Valence, 18 août 1657 - Mexico, 6 août 1726) est un franciscain observant espagnol missionnaire en Amérique et reconnu vénérable par l'Église catholique.

## Biographie
Antoine Margil naît le 18 août 1657 à Valence dans une famille aux origines modestes. À 18 ans, il entre le 22 avril 1673 chez les franciscains en prenant le nom d'Antoine de Jésus. Il part le 4 mars 1683 de Cadix avec d'autres franciscains et arrive le 6 juin suivant à Veracruz en Nouvelle-Espagne.
Le 13 août 1683, le jeune frère et trois compagnons atteignent le couvent de Santiago de Querétaro. De là, il commence une mission itinérante avec d'autres franciscains. Pendant plus de dix ans, il parcourt le Mexique, le Guatemala, le Honduras, le Nicaragua et le Costa Rica. Il utilise la musique pour approcher les autochtones, chante et leur apprend à chanter des psaumes et des cantiques. Il écrit un dictionnaire de plusieurs des langues amérindiennes qu'il a apprises et passe les dernières années de sa vie dans les couvents de Querétaro et Zacatecas. Il meurt à Mexico le 6 août 1726.

## Culte
Sa cause de béatification commence le 19 juillet 1769 ; il est reconnu vénérable le 31 juillet 1836 par Grégoire XVI. Ses restes sont transférés  dans la cathédrale de Mexico le 2 avril 1861.